# Веласко, Хулио
Хулио Веласко (исп. Julio Velasco, 31 июля 1954, Ла-Плата, провинция Буэнос-Айрес, Аргентина) — аргентинский и итальянский волейбольный тренер. Дважды под его руководством мужская сборная Италии становилась чемпионом мира (1990, 1994), трижды — чемпионом Европы (1989, 1993, 1995), а женская сборная Италии в 2024 году стала олимпийским чемпионом.

## Биография
Родился в Ла-Плате. Отец — Рауль Веласко — перуанец, переехавший в Аргентину для учёбы в Национальном университете Ла-Платы. Мать — Эрика — аргентинка английского происхождения, учитель.
В 15-летнем возрасте Хулио Веласко начал играть за команду Университета Ла-Платы, а позже поступил в этот университет, но в 1974 году был исключён из него из-за активного членства в Революционной коммунистической партии Аргентины (маоистской). После этого начал тренерскую карьеру в молодёжной команде «Эстудиантес де Ла-Плата». В 1976 году после государственного переворота в стране по соображениям безопасности переехал в Буэнос-Айрес (в Ла-Плате многие его друзья и родственники были арестованы или пропали без вести). В столице страны Веласко тренировал команды «Дефенсорес де Банфилд», «Химнасия и Эсгрима», а в 1979 году возглавил команду «Феррокарриль Оэсте», которую дважды приводил к победам в чемпионатах Аргентины и дважды становился серебряным призёром клубного чемпионата Южной Америки. В 1981—1983 входил в тренерский штаб сборной Аргентины, которая на домашнем чемпионате мира 1982 выиграла «бронзу».  
В 1983 году Веласко переехал в Италию, где стал наставником команды серии А2 итальянского чемпионата «Латте Тревалли» (Ези). В 1985 назначен главным тренером одной из сильнейших команд страны — «Панини» из Модены, которую в 1986—1989 четырежды подряд приводил к победам в чемпионатах Италии, трижды — к выигрышу Кубка страны и трижды выводил в финал Кубка европейских чемпионов ЕКВ, где итальянцы неизменно уступали советскому ЦСКА. Костяк команды из Модены составляли волейболисты, которые в 1990-х ярко проявят себя на уровне национальной сборной — Л.Бернарди, А.Луккетта, Л.Кантагалли, Ф.Бертолли, Ф.Вулло.
В 1989 году Веласко, получивший в том же году итальянское гражданство, назначен главным тренером мужской сборной Италии и сразу же выигравший со своей командой первый высший титул в её истории на крупных официальных соревнованиях, уверенно победив в чемпионате Европы, проходившем в Швеции. Этот успех дал старт победам великолепному поколению итальянских волейболистов, прозванному Generazione di fenomeni (феноменальное поколение), к которому, кроме указанных выше Бернарди, Луккетты и Кантагалли, относятся А.Дзордзи, А.Джани, П.Тофоли, П.Гравино, М.Браччи, А.Гардини.
За 8 лет, что Веласко руководил сборной, «Скуадра адзурра» дважды становилась чемпионом мира (1990 и 1994), обладателем Кубка мира (1995) и Всемирного Кубка чемпионов (1993), трижды выигрывала «золото» чемпионатов Европы (1989, 1993, 1995), 5 раз побеждала в Мировой лиге (1990, 1991, 1992, 1994, 1995). Финал мужского волейбольного турнира Олимпиады-1996 был ознаменован упорнейшим противостоянием принципиальных соперников — Италии и Нидерландов, закончившимся победой голландцев 3:2. После этого Веласко принял решение уйти в отставку.
В 1993 — тренер мужской сборной «Все звёзды», которой 2 августа в Гала-матче ФИВБ, проходившем в Сан-Паулу, противостояла сборная Бразилии. Матч закончился в пользу «Всех звёзд» со счётом 3:1. 
В 1997 году Веласко возглавил женскую сборную Италии, но единственным успехом на этом посту стала победа на Средиземноморских играх 1997. Лишь 5-е место на чемпионате Европы 1997 и 6-е место в Мировом Гран-при того же года побудили тренера покинуть свой пост.
В 1998 году начался кратковременный футбольный этап в карьере Веласко. По приглашению президента ФК «Лацио» С.Краньотти он занял пост генерального директора римского клуба. В 2000—2001 уже в миланском «Интере» Веласко работал на посту руководителя отдела клуба.  
В 2001 году Веласко вернулся в волейбол и до 2002 был главным тренером мужской сборной Чехии. В 2003—2008 возглавлял итальянские клубы — «Копру» из Пьяченцы (до 2004), «Модену» (2004—2006) и «Габеку» из Монтикьяри (2006—2008), но наибольшее чего смог добиться — это «серебро» чемпионата Италии и Кубка ЕКВ с «Копрой» в 2004 году. В 2008—2009 — главный тренер испанской «Уникахи», с которой выиграл Кубок короля и «серебро» чемпионата Испании. В 2008—2011 — наставник мужской сборной Испании, которую трижды приводил к серебряным наградам Евролиги. В 2011—2014 — главный тренер сборной Ирана, с которой дважды выигрывал чемпионат Азии.
В 2014 году Веласко вернулся на родину, получив предложение возглавить мужскую сборную Аргентины. Со своей командой в 2015 он первенствовал на Панамериканских играх и стал серебряным призёром чемпионата Южной Америки, а в 2017 выиграл «бронзу» континентального первенства, после чего возвратился в Италию.
В 2018 Веласко вновь стал главным тренером команды из Модены, но единственных успехом в этой должности стал выигранный Суперкубок Италии. После неудачи в чемпионате страны (4-е место) и Лиге чемпионов Веласко завершил тренерскую карьеру.
В 2019 году назначен техническим директором мужского молодёжного сектора Итальянской федерации волейбола. На этом посту, который он занимал до 2023, курировал мужские молодёжную и юниорскую сборные Италии, которые за этот период выиграли 7 международных турниров из 8, в которых принимали участие.
В 2023 году Веласко возобновил тренерскую деятельность, став главным тренером женской команды «Унет-Ямамай» из Бусто-Арсицио, но вскоре покинул этот пост после назначения наставником женской сборной Италии. Под руководством Веласко женская итальянская команда выиграла Лигу наций, а затем уверенно первенствовала на Олимпийских играх в Париже, не потерпев за 6 матчей олимпийского турнира ни единого поражения и отдав соперникам лишь один сет. Это олимпийское «золото» стало первым как в истории итальянского волейбола, так и в тренерской карьере Веласко.        

### Игровая клубная карьера
- 1967—1970 —  «Университарио де Ла-Плата» (Ла-Плата).

### Тренерская карьера
- 1974—1976 —  «Эстудиантес де Ла-Плата» (Ла-Плата) — мужчины — главный тренер молодёжной команды;
- 1977—1978 —  «Дефенсорес де Банфилд» (Буэнос-Айрес) — мужчины — главный тренер;
- 1978—1979 —  «Химнасия и Эсгрима» (Буэнос-Айрес) — мужчины — главный тренер;
- 1979—1982 —  «Феррокарриль Оэсте» (Буэнос-Айрес) — мужчины — главный тренер;
- 1981—1983 —  мужская сборная Аргентины — тренер;
- 1983—1985 —  «Латте Тревалли» (Ези) — мужчины — главный тренер;
- 1985—1989 —  «Панини» (Модена) — мужчины — главный тренер;
- 1989—1996 —  мужская сборная Италии — главный тренер;
- 1997—1998 —  женская сборная Италии — главный тренер;
- 2001—2002 —  мужская сборная Чехии — главный тренер;
- 2003—2004 —  «Копра» (Пьяченца) — мужчины — главный тренер;
- 2004—2006 —  «Дайтона»/«Чимоне» (Модена) — мужчины — главный тренер;
- 2006—2008 —  «Габека» (Монтикьяри) — мужчины — главный тренер;
- 2008—2009 —  «Уникаха» (Альмерия) — мужчины — главный тренер;
- 2008—2011 —  мужская сборная Испании — главный тренер;
- 2011—2014 —  мужская сборная Ирана — главный тренер;
- 2014—2018 —  мужская сборная Аргентины — главный тренер;
- 2018—2019 —  «Азимут» (Модена) — мужчины — главный тренер;
- 2023 —  «Унет-Ямамай» (Бусто-Арсицио) — женщины — главный тренер;
- с 2024 —  женская сборная Италии — главный тренер.

## Тренерские достижения
В качестве главного тренера

### Со сборными
Мужская сборная Италии:
- серебряный призёр Олимпийских игр 1996.
- двукратный чемпион мира — 1990, 1994.
- победитель розыгрыша Кубка мира 1995;
  - серебряный призёр Кубка мира 1989.
- победитель розыгрыша Всемирного Кубка чемпионов 1993.
- 5-кратный победитель Мировой лиги — 1990, 1991, 1992, 1994, 1995;
  - серебряный (1996) и бронзовый (1993) призёр Мировой лиги.
- 3-кратный чемпион Европы — 1989, 1993, 1995;
  - серебряный призёр чемпионата Европы 1991.
- победитель Средиземноморских игр 1991.

 Женская сборная Италии:
- Олимпийский чемпион 2024.
- двукратный победитель Лиги наций — 2024, 2025.
- победитель Средиземноморских игр 1997.

 Мужская сборная Испании:
- 3-кратный серебряный призёр Евролиги — 2009, 2010, 2011.

 Мужская сборная Ирана:
- двукратный чемпион Азии — 2011, 2013.

 Мужская сборная Аргентины:
- чемпион Панамериканских игр 2015.
- серебряный (2015) и бронзовый (2017) призёр чемпионатов Южной Америки.

### С клубами
Мужские команды:
 Аргентина
- двукратный чемпион Аргентины — 1980, 1981.
- двукратный серебряный призёр клубных чемпионатов Южной Америки — 1980, 1981.

 Италия
- 4-кратный чемпион Италии — 1986, 1987, 1988, 1989;
  - серебряный призёр чемпионата Италии 2004.
- 3-кратный победитель розыгрышей Кубка Италии — 1986, 1988, 1989;
  - серебряный призёр Кубка Италии 1987.
- обладатель Суперкубка Италии 2018.
- 3-кратный серебряный призёр Кубка европейских чемпионов ЕКВ — 1987, 1988, 1989.
- победитель розыгрыша Кубка обладателей кубков ЕКВ 1986.
- серебряный призёр розыгрыша Кубка Европейской конфедерации волейбола 2004.

 Испания
- серебряный призёр чемпионата Испании 2009.
- победитель розыгрыша Кубка короля Испании 2009.

## Награды
- Золотая пальмовая ветвь «За технические заслуги» (19 декабря 2018 года).
- Орден «За заслуги перед Итальянской Республикой» (6 июня 2019 года).

В 2000 году по результатам конкурса ФИВБ «Лучшие в волейболе XX столетия» получил приз «За выдающийся творческий вклад в успехи своей команды» — за результаты мужской сборной Италии 1990—1996 годов.
В 2003 году принят в волейбольный зал славы в Холиоке в категории «Тренеры»..